# Bilanztheorie
Als Bilanztheorie (englisch accounting research) werden in der Betriebswirtschaftslehre verschiedene Theorien bezeichnet, die sich mit dem Wesen und den Aufgaben der Bilanz, Bilanzierung und der Erfolgsrechnung von Unternehmen befassen.

## Allgemeines
Erkenntnisobjekt der Bilanztheorie ist die Bilanz. Das bedeutendste Element der Bilanztheorie wird in der Bilanzbewertung gesehen. Für Hermann Rehm ist das „Wichtigste an der Jahresbilanz … die richtige Bewertung“. Wilhelm Christian Hauck sah bereits 1933 in der Bilanzbewertung die „Ausgangsproblematik für jede reine Bilanztheorie“, denn „die Erklärung, Vertretung und Anwendung dieser Bewertungsverfahren (Bewertungstheorien) macht den Kern jeder Bilanztheorie aus“. Bilanztheorie sind alle Versuche, die vielförmigen Erscheinungen der Bilanz nach einem einheitlichen Prinzip zu beurteilen.

## Arten
Je nach Untersuchungsziel wird meist zwischen einer statischen, dynamischen und organischen Bilanztheorie unterschieden. Der Bilanztheoretiker Walter Le Coutre präsentierte 1956 eine – allerdings unsystematische – Unterscheidung zwischen dynamischer Bilanzlehre, statischer Bilanzauffassung, organischer Bilanzlehre, finanzwirtschaftlicher Bilanzauffassung, pagatorischer Bilanzlehre, eudynamischer Bilanz, nominaler Bilanzauffassung, Bilanzauffassung von Heinrich Nicklisch, Bilanz nach funktionaler Kontorechnung, totaler Bilanzauffassung und Rentabilitätsrechnungstheorie.
Die verschiedenen Bilanztheorien lassen sich wie folgt systematisieren:
```
                                                  Bilanztheorien
                                   ┌─────────────────────┴─────────────────────┐
                       
Klassische Bilanztheorien
                     
neuere Bilanztheorien

                       * statische Bilanztheorien                    * kapitalerhaltungsorientierte Bilanztheorien
                       * dynamische Bilanztheorien                   * kapitaltheoretische Bilanztheorien
                       * organische Bilanztheorien                   * finanzplanorientierte Bilanztheorien
                                                                     * Zukunftsgewinnkonzepte
                                                                     * Antibilanzkonzepte
```

## Einzelheiten
Die Fachliteratur zitiert gerne ein Urteil des Reichsoberhandelsgerichts (ROHG) vom Dezember 1873 als erste Aussage zur statischen Bilanztheorie, wonach „unter dem als maßgebend für die Bilanz ermittelten gegenwärtigen Werte ist aber überall der allgemeine Verkehrswert im Gegensatze zu einem nur auf willkürliches subjektives Ermessen oder auf bloße Spekulation zurückzuführenden Wertanschlage, zu verstehen, da die Bilanz der objektiven Wahrheit der wirklichen Vermögenslage entsprechen soll, woraus folgt, dass Vermögensbestandteile … , die einen Markt- oder Börsenpreis haben, der Regel nach zu dem sich hieraus ergebenden Werte in die Bilanz einzustellen sind, …“.

### Statische Bilanztheorien
Statische Bilanztheorien zielen darauf ab, das Vermögen und die Schulden zu einem bestimmten Zeitpunkt (dem Bilanzstichtag) zu ermitteln und zu gliedern. Das Reinvermögen als Differenz zwischen Vermögen und Schulden (Eigenkapital) wird als Schuldendeckungspotenzial angesehen. Wesentlich sind Bestände und damit Bestandsgrößen. Der Begriff der statischen Bilanztheorie wurde ausgerechnet vom Vertreter der dynamischen Bilanztheorie, Eugen Schmalenbach, zur Abgrenzung von seiner dynamischen Theorie geprägt. „Wenn die Bilanz die Aufgabe hat, einen Zustand des Betriebes zu schildern, …, so nennen wir eine solche Bilanz eine statische“.
Die statische Bilanztheorie wurde von Herman Veit Simon 1886 entwickelt. Er arbeitete den Unterschied zwischen der Monetarisierung des Vermögens und der Unternehmensfortführung heraus. Weitere Hauptvertreter waren 1914 Johann Friedrich Schär und 1932 Heinrich Nicklisch, welche die Bilanz als „Kapitalbestandsbilanz“ deuteten. Daneben können auch Hermann Rehm, Richard Passow oder Wolfram Scheffler zu den Vertretern der statischen Bilanztheorie gerechnet werden.
Auch die totale Bilanzauffassung von Walter Le Coutre ist eine statische Bilanztheorie. Die nominale Bilanztheorie des Wilhelm Rieger aus 1928 gehört ebenfalls in diese Kategorie.

### Dynamische Bilanztheorien
Die Hauptaufgabe der Bilanz besteht bei der dynamischen Bilanztheorie in der periodenrichtigen Erfolgsermittlung. Sie wird dadurch gewährleistet, dass Aufwand und Ertrag in derjenigen Rechnungsperiode verbucht werden, zu der sie wirtschaftlich gehören. Im Vordergrund stehen zeitraumbezogene Stromgrößen (Geschäftsjahr), die auf Erfolgskonten verbucht werden.
Die Grundlagen ihres Hauptvertreters Eugen Schmalenbach wurden von diesem 1908 in einem Aufsatz gelegt. Danach solle die Bilanz gesetzlich keine Vermögensübersicht, sondern „ein Mittel der Gewinnermittlung sein“. Nach weiteren Aufsätzen sprach Schmalenbach dann 1919 erstmals von der „dynamischen Bilanzlehre“.
Weitere, zur dynamischen Bilanztheorie gerechnete Varianten waren die 1948 von Ernst Walb entwickelte finanzwirtschaftliche Version, 1955 erschien eine von Heinrich Sommerfeld entwickelte eudynamische Bilanztheorie, es folgte 1956 die von Erich Kosiol stammende pagatorische Bilanztheorie.

### Organische Bilanztheorien
Die organische Bilanztheorie geht über die statischen und dynamischen Bilanzaufgaben hinaus und berücksichtigt zusätzliche Bilanzzwecke. Der Hauptzweck der Bilanz besteht in der Kapitalerhaltung, indem der durch Inflation bedingte Ausweis von Scheingewinnen eliminiert wird. Dazu wird der Aufwand mit den Wiederbeschaffungskosten des Verkaufstages bewertet und die Vermögensbewertung mit denen des Bilanzstichtages vorgenommen.
Hauptvertreter waren Fritz Schmidt, der 1921 die organische Tageswertbilanz vorstellte und Wilhelm Hasenack (1932).

### Neuere Bilanztheorien

#### Kapital- und Substanzerhaltung
Kapitalerhaltungsorientierte Konzepte präsentierten Karl Hax (1957) und Ernst Feuerbaum mit seiner polaren Bilanz (1966).
Bei den kapitaltheoretischen Bilanztheorien ist die Bilanz einkommensorientiert und zeigt den Kapitalwert des Unternehmens als Maßgröße für den ökonomischen Gewinn. Sie soll den sich aus künftigen Zahlungsströmen ergebenden Barwert ermitteln. Da sie pagatorische Aspekte beinhaltet, die in jeder Bilanzposition die Ursache für einen vergangenen oder künftigen Zahlungsstrom erblicken, kann Erich Kosiol als früher Vertreter angesehen werden.

#### Zukunftskonzepte
Zukunftsgewinnkonzepte gehen davon aus, dass die meisten externen Adressaten von Jahresabschlüssen nicht an deren vergangenheitsbezogenen Unternehmensdaten interessiert sind, sondern zukunftsorientierte Informationen beispielsweise für Kreditzusagen oder für eine Kapitalanlageentscheidung benötigen. Das erfordert die Ermittlung des Ertragswerts als dem abgezinsten künftigen Zahlungsüberschuss, der sich bisher allerdings lediglich bei der Unternehmensbewertung durchgesetzt hat. Ihre Vertreter sind Karl Käfer, Horst Albach oder Gerhard Seicht
Die finanzplanorientierte Bilanztheorie geht davon aus, dass Stakeholder bestimmte finanzielle und nicht-finanzielle Zielvorstellungen verfolgen, für die eine vergangenheitsbezogenen Bilanz nur wenig Perspektiven bietet. Eher geeignet wäre ein Finanzplan, der jedoch eine Prognoserechnung darstellt. Aus ihm kann ein künftiger Zahlungsstrom abgeleitet werden, der sich beispielsweise für Aktionäre aus den erhaltenen Dividenden zuzüglich Veräußerungserlösen aus dem Aktienverkauf abzüglich etwaiger Kapitalerhöhungen zusammensetzt. Hauptvertreter ist Adolf Moxter.

#### Ökonomischer Gewinn
Das ökonomische Gewinnkonzept beruht auf der Hypothese eines vollkommenen Kapitalmarkts sowie vollständiger Sicherheit, weil nur unter diesen Voraussetzungen die Vermögens- und Gewinnermittlung ineinander überführt werden können. Als ihr Hauptvertreter gilt Hans Münstermann.

## Rezeption
Aus der Vielzahl dieser Theorien gelangte bereits 1933 Hauck zu dem Ergebnis, dass es „eigentlich nur zwei Bilanztheorien gibt, weil es … auch nur zwei grundsätzlich verschiedene Bewertungsmaßstäbe gibt: den Anschaffungswert und den Tageswert“. Widerspruch erntete die statische Theorie am meisten durch die dynamische Bilanztheorie von Schmalenbach. Dieser kritisierte, dass man den Gewinn nicht als Unterschied des Reinvermögens errechnen könne, wenn man seine Errechnung als Erfolgskapitalisierung vornehme. Jede gleichzeitige Ermittlung von Vermögen und Gewinn ist für ihn unmöglich und unwissenschaftlich. Auch Schmalenbachs dynamische Bilanztheorie war heftiger Kritik ausgesetzt. Die Kritiker der dynamischen Bilanztheorie lehnten die strikte Trennung zwischen Gewinnermittlung und -verwendung ab. Als überzeugter Verfechter der dynamischen Bilanz galt Münstermann. Wilhelm Rieger betonte, dass lediglich der Totalgewinn eine verlässliche Größe sei. Erich Gutenberg kritisierte 1958 Schmalenbachs dynamische Bilanz, weil er nicht den Versuch unternommen habe, für die Bilanz eine in sich geschlossene Bewertungslehre zu schaffen. Gutenberg unternahm 1965 den Versuch, Bilanztheorie und Bilanzrecht gegenüberzustellen. Horst Albach stellte im gleichen Jahr seine Grundgedanken zu einer synthetischen Bilanztheorie vor.
Die heutigen Rechnungslegungsstandards beruhen meist auf einer bestimmten Bilanztheorie. So fußt das Handelsgesetzbuch (HGB) sowohl auf der statischen als auch auf der dynamischen Bilanztheorie. Die materielle Bilanzkontinuität als einer der Bilanzierungsgrundsätze in Form der Beibehaltung der Bewertungsmethoden ist eine Forderung Schmalenbachs zur dynamischen Bilanz. Nach § 264 Abs. 1 HGB müssen kapitalmarktorientierte Kapitalgesellschaften ihren Jahresabschluss zusätzlich um eine Kapitalflussrechnung ergänzen, was der Anerkennung der dynamischen Bilanztheorie entspricht.

## Keine einheitliche Bilanztheorie
Alle bekannten und nicht falsifizierten Bilanztheorien stehen in einem mehr oder weniger großen Widerspruch zueinander, was insbesondere am Verhältnis von statischer zu dynamischer Bilanztheorie erkennbar ist. Eine dauerhafte Parallelität konkurrierender und sich widersprechender Theorien zum selben Erkenntnisobjekt ist allerdings nicht denkbar. Es wird davon ausgegangen, dass von der bilanztheoretischen Forschung nicht zu erwarten ist, „dass sie eine überlegene Bilanztheorie formuliert und alle anderen verwirft“. Hauptgrund für das Fehlen einer einheitlichen Bilanztheorie ist, dass es inhaltlich keine einheitliche Bilanz gibt, sondern nur Bilanzen, die für einen individuell definierten Verwendungszweck erstellt wurden.